# ウラルトランスマッシュ
ウラルトランスマッシュ（ロシア語: Уралтрансмаш）は、ロシア連邦のエカテリンブルクに本社を置く株式会社（АО）。装甲戦闘車両（自走砲、地雷敷設車など）、路面電車車両、採油ポンプの生産を主体としており、2020年現在はウラルヴァゴンザヴォートの子会社となっている。

## 概要・歴史

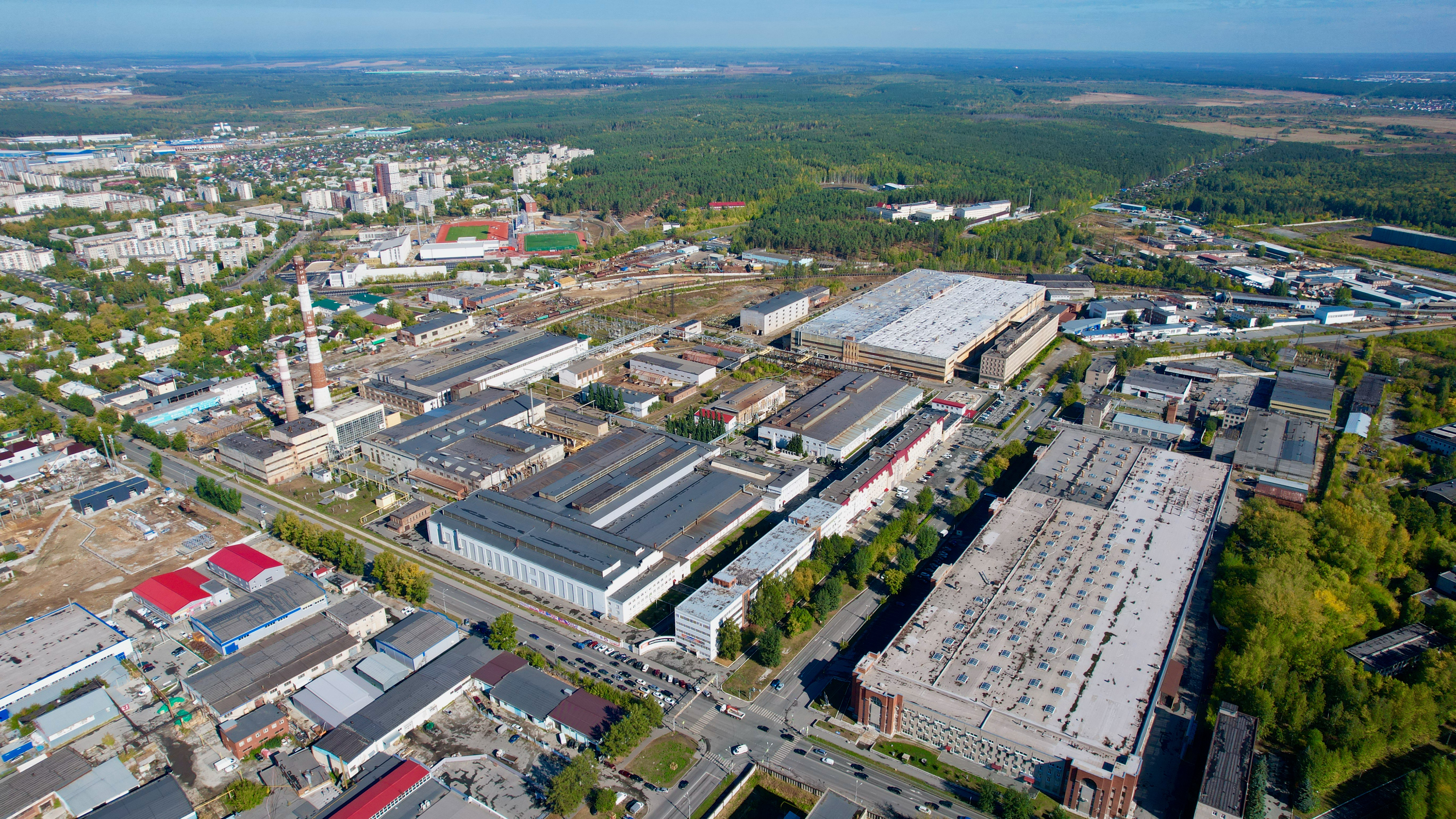
エカテリンブルクのウラルトランスマッシュ工場

ウラルトランスマッシュは、鉱山に隣接した金属精製工場をルーツに持つ、1817年創業という長い歴史を持つ企業である。鉱山の資源が枯渇した後は機械工場へと転換し、蒸気エンジンやボイラー、蒸気機関車や鉱山用機器の部品の生産を行うようになり、20世紀初頭にはロシア帝国でも屈指の規模を誇る工場へと成長した。創業後は長年にわたりイギリスの実業家によって運営が行われていたが、ロシア革命以降はソビエト連邦（ソ連）の国営企業へと移管し、「メカニスト（Металлист）」と言う工場名への変更も行われた。以降は石油精製装置を始めとした石油産業にかかわる機器への生産にも携わった。
工場の大きな転換点となったのは、第二次世界大戦（大祖国戦争）期にモスクワやスターリングラード（現：ヴォルゴグラード）を始めとした都市の工場から装甲戦闘車両の生産が移管された事であった。1942年10月の国防委員会での採択以降、工場では数千もの戦車や自走砲が大量生産され、その功績により1945年に労働赤旗勲章が授与されている。
戦後は蒸気機関車用のテンダーや建設・土木作業用の油圧ショベルなどの生産が行われた一方、1960年代以降は自走砲を始めとした兵器の生産が主体となっており、2020年時点でもウラルトランスマッシュにおける主要製品に位置付けられている他、同社はロシア連邦における唯一の自走砲生産工場となっている。一方、ソビエト連邦の崩壊後は多角化を積極的に進めており、1992年に採油ポンプ、1999年に路面電車車両の生産事業に参入している。
運営組織については、1950年代以降のソ連国営工場の「第50スヴェルドロフスキー機械製造工場（Свердловский машиностроительный завод No 50）」からソビエト連邦の崩壊後の1993年にスヴェルドロフスク州の州協会企業（государственным объединением）の「ウラルトランスマッシュ」となり、ロシア連邦が所有する単一企業体（1999年）を経て2009年に株式会社へ移管した後、2011年以降はニジニ・タギルに本社を置くウラルヴァゴンザヴォートの子会社となっている。

## 主要製品
太字は2020年現在開発や展開が行われている製品を示す。また、これら以外にもウラルトランスマッシュではパイプライン用部品や各種製品の部品生産、金属溶接などの事業も展開している。

### 軽戦車
- T-60[2][8]

### 自走砲
- SU-122[2]
- SU-100[2]

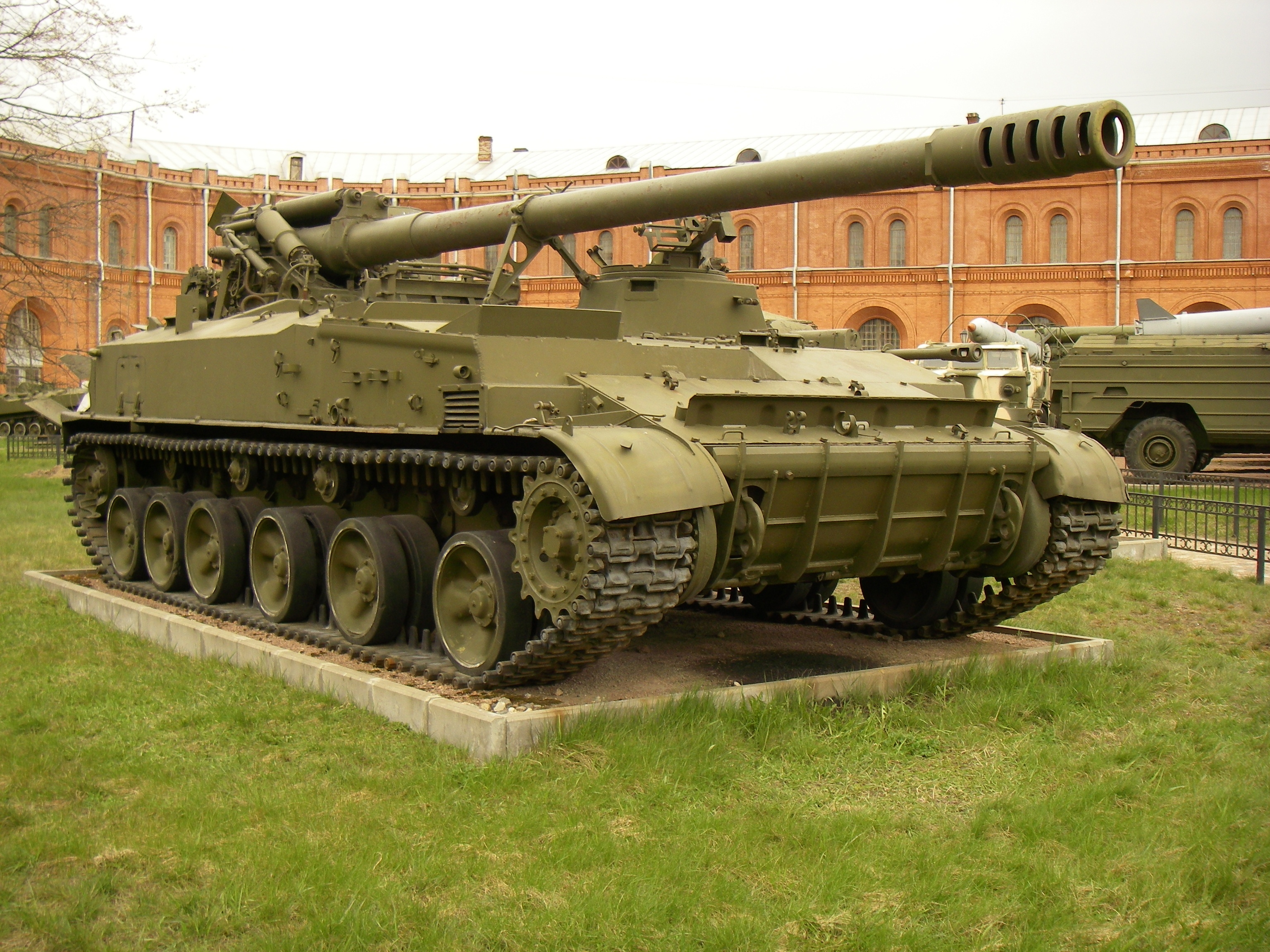
2S5ギアツィント
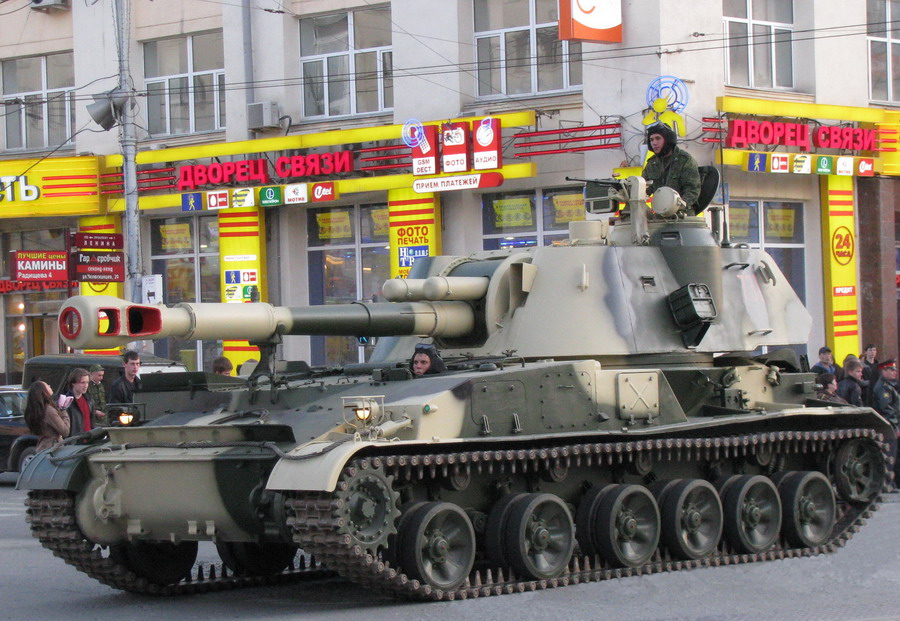
2S3アカーツィヤ
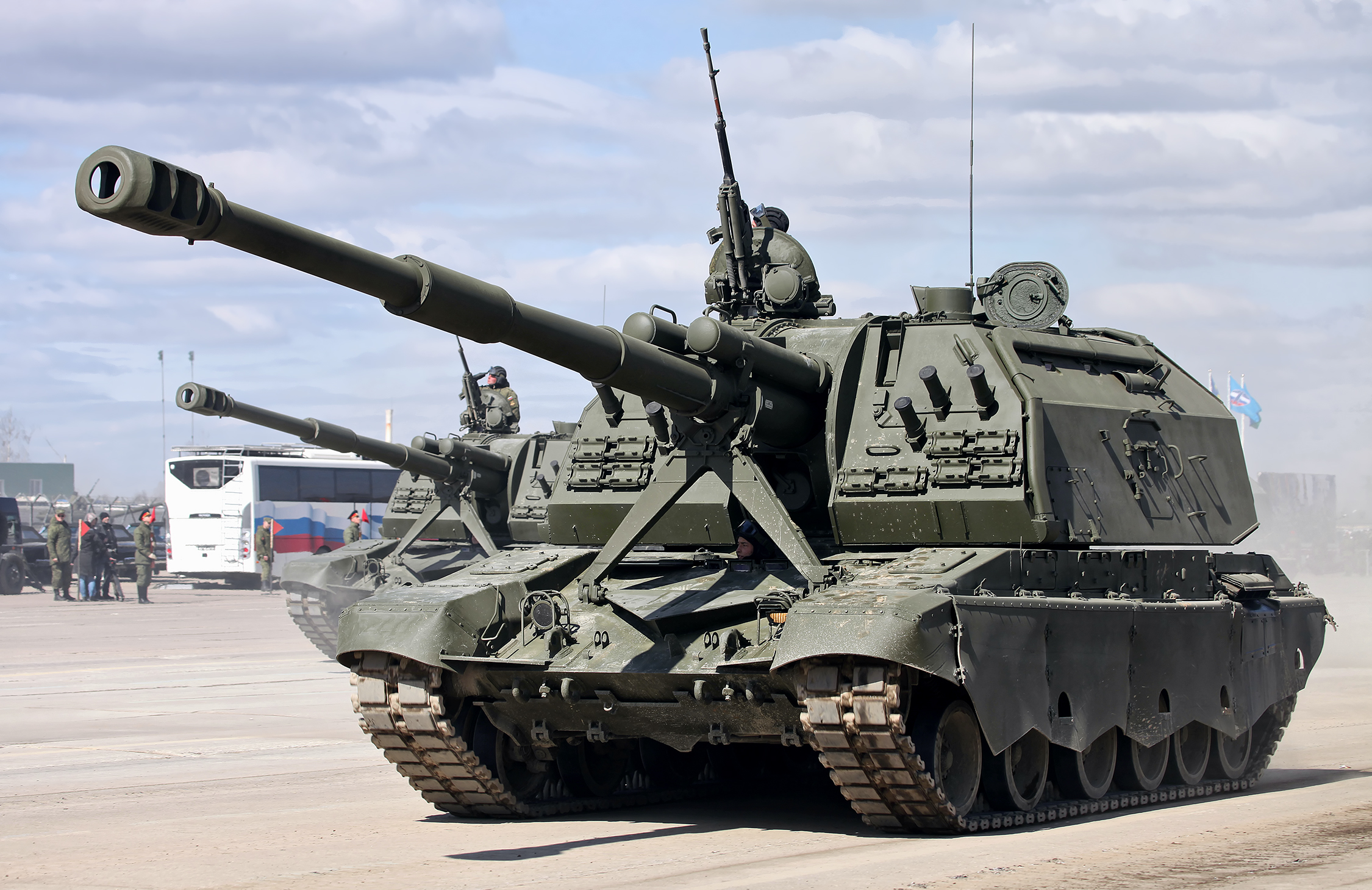
2S19ムスタ-S

- 2S5ギアツィント
- 2S3アカーツィヤ
- 2S19ムスタ-S

### 地雷敷設車
- GMZ-3（ロシア語版）[11][12]

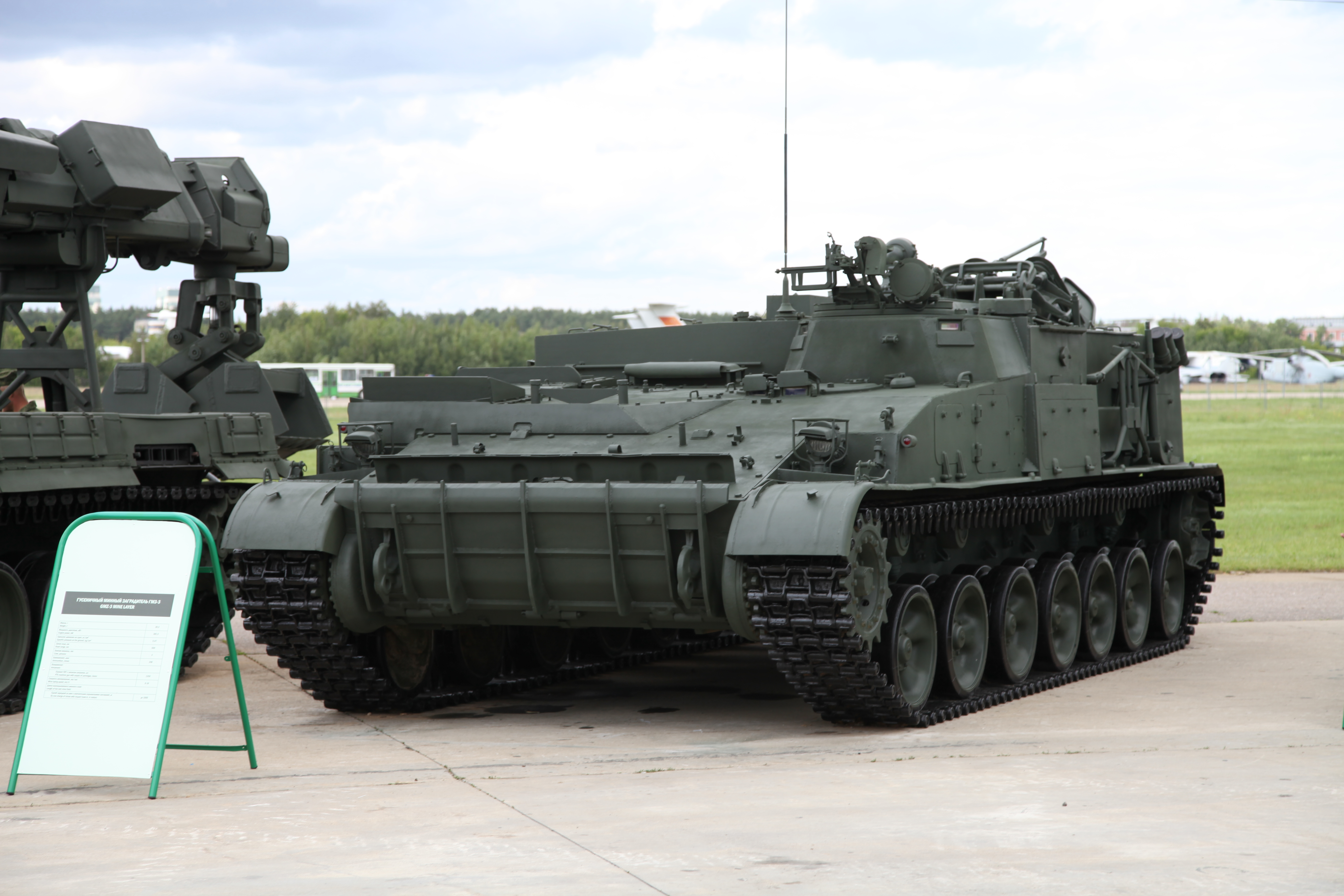
GMZ-3

### 路面電車
- 71-401 "スペクトル-1"[13][6]
- 71-402 "スペクトル-2"[13][6]
- 71-403[13][6]
- 71-405[13][6][5]
- 71-407[13][6][5]
- 71-409[5]
- 71-410 "Russia One（R1）"[13]
- 71-411[14]
- 71-412[14]
- 71-414 - ペサとの共同発注を実施、ただし製造は全てペサが担当[15]
- 71-415[5]
- 71-418（ロシア語版）[16]
- 71-421 "ドヴラートフ"[17][18][19]
- 71-431 "ドストエフスキー"[18][19]

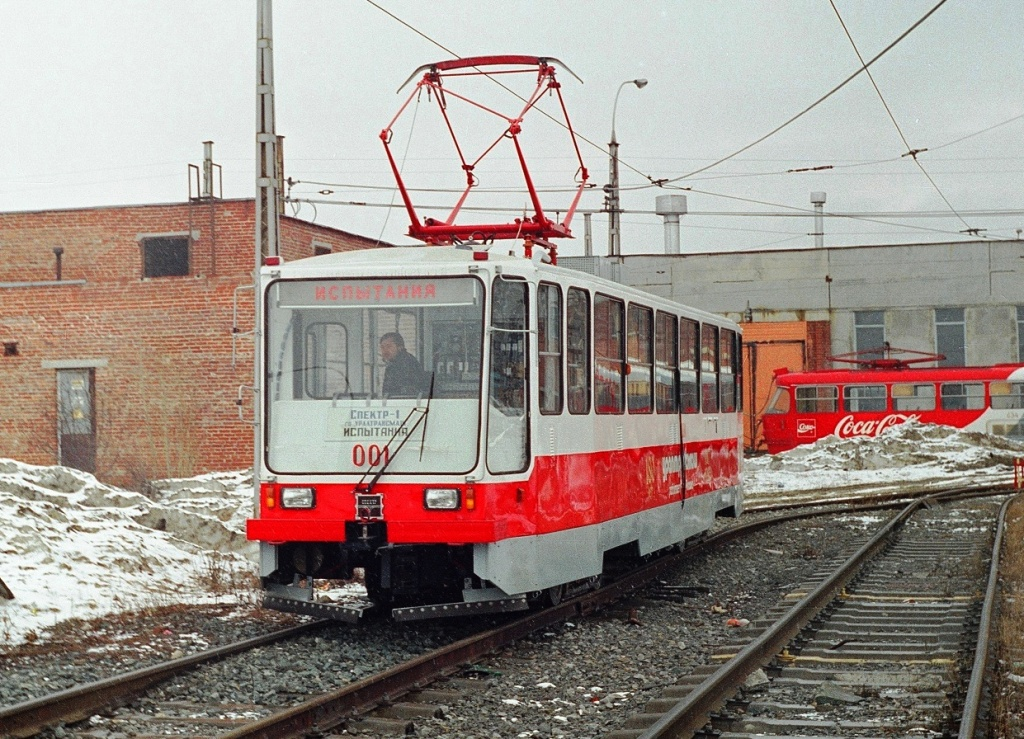
71-401
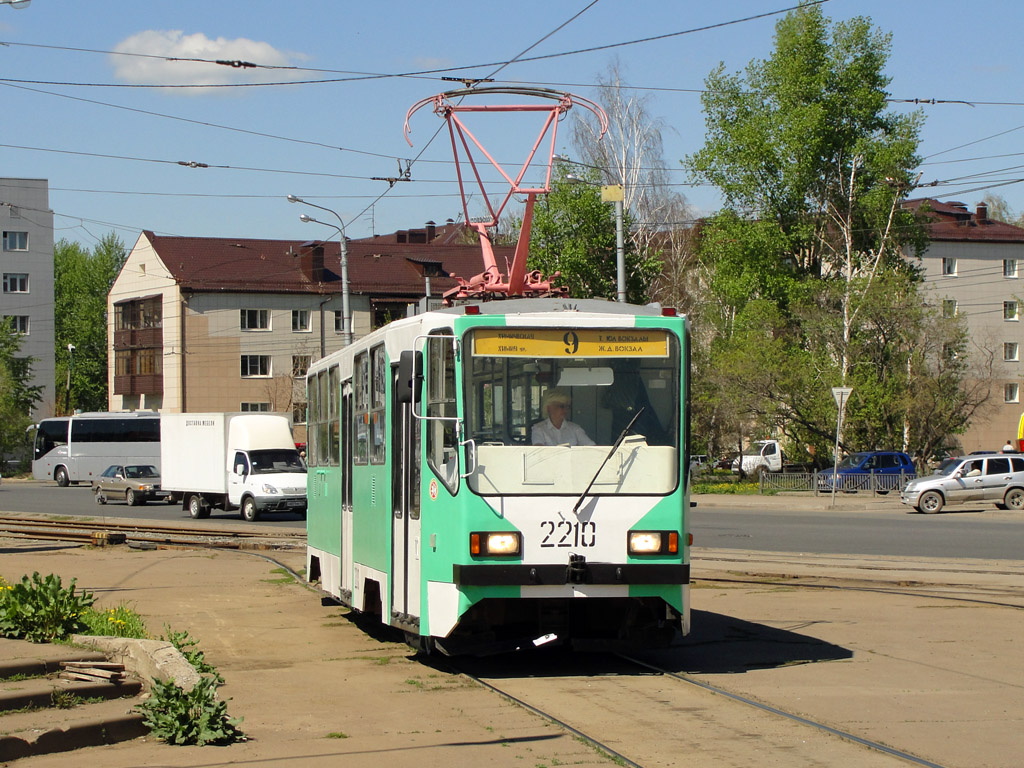
71-402
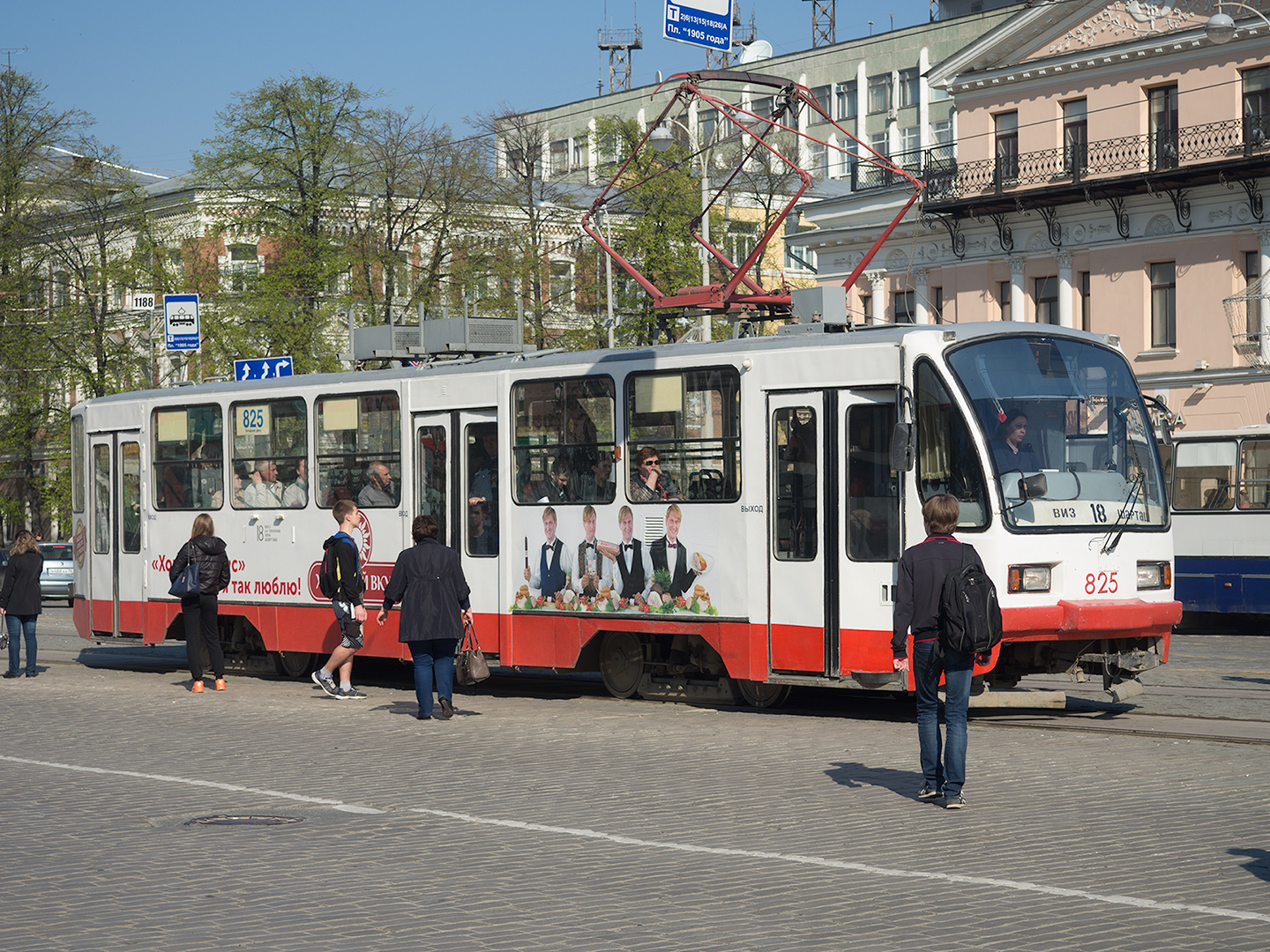
71-403
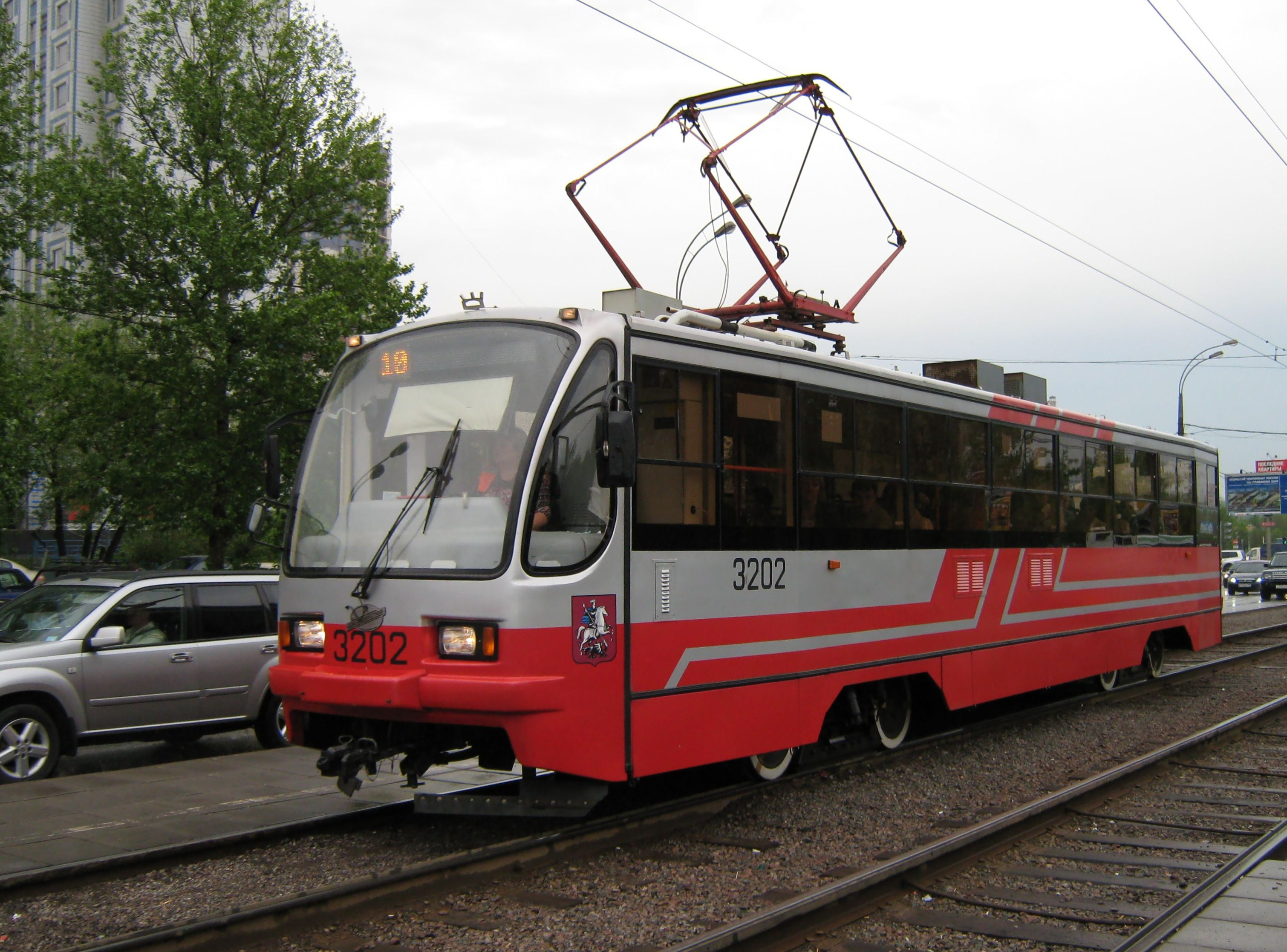
71-405
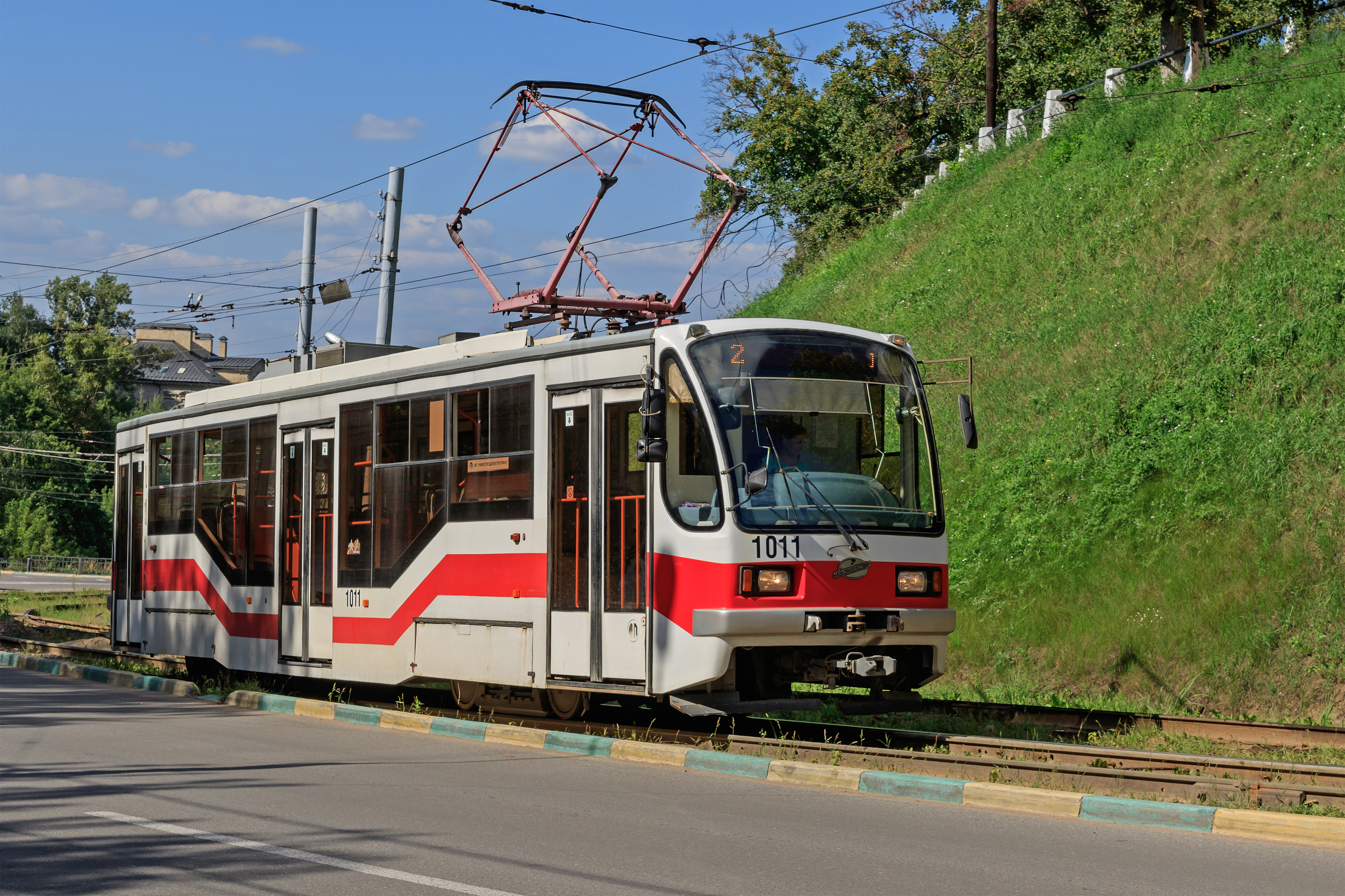
71-407
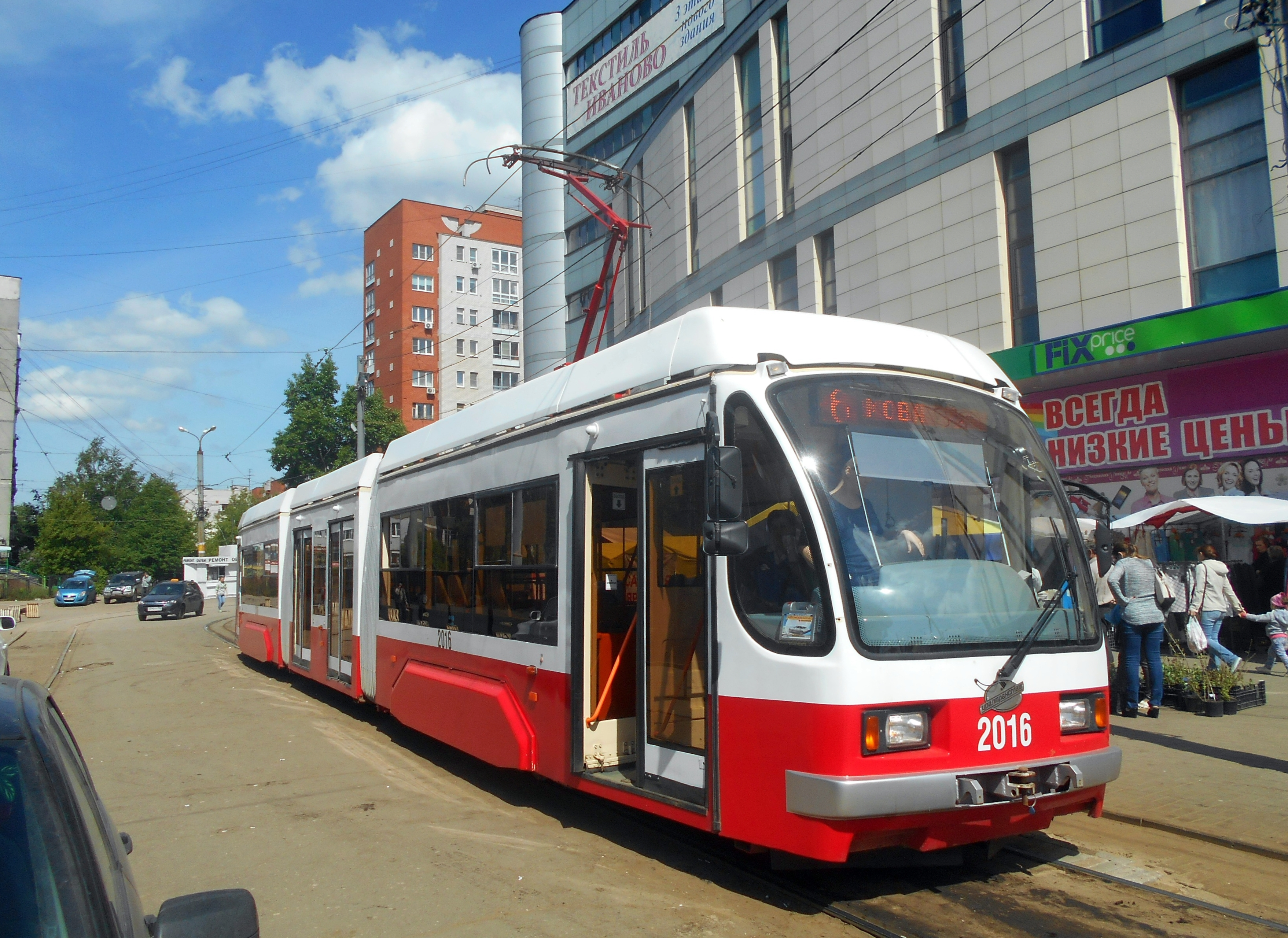
71-409
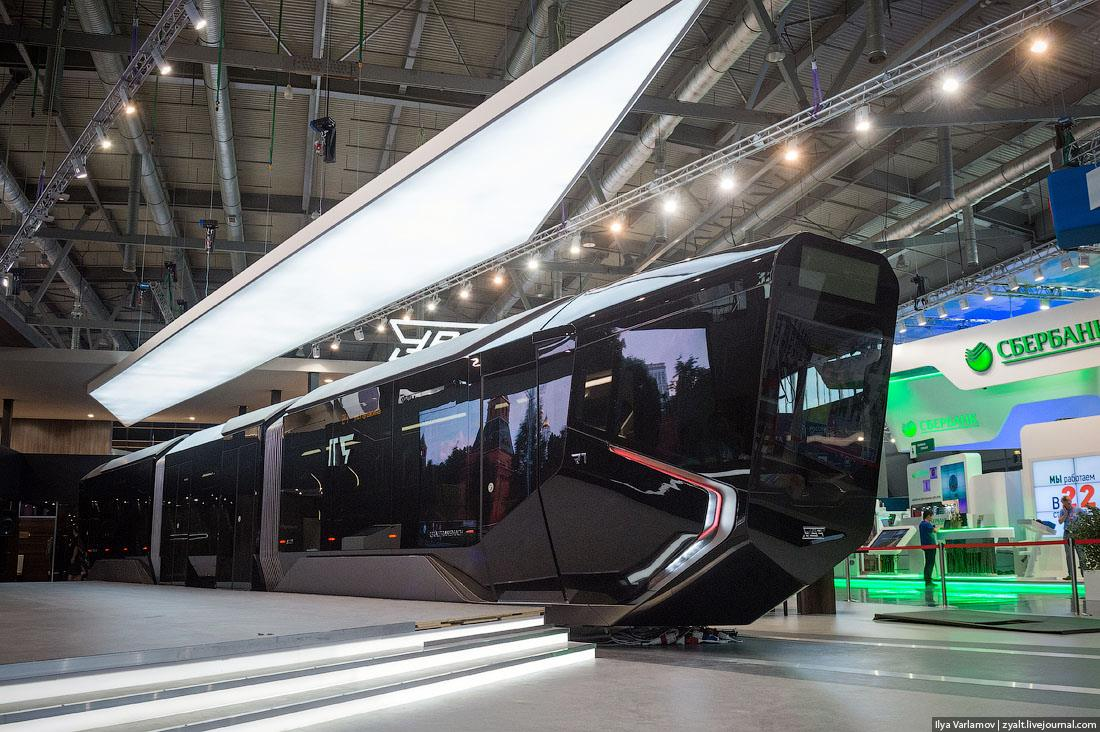
71-410
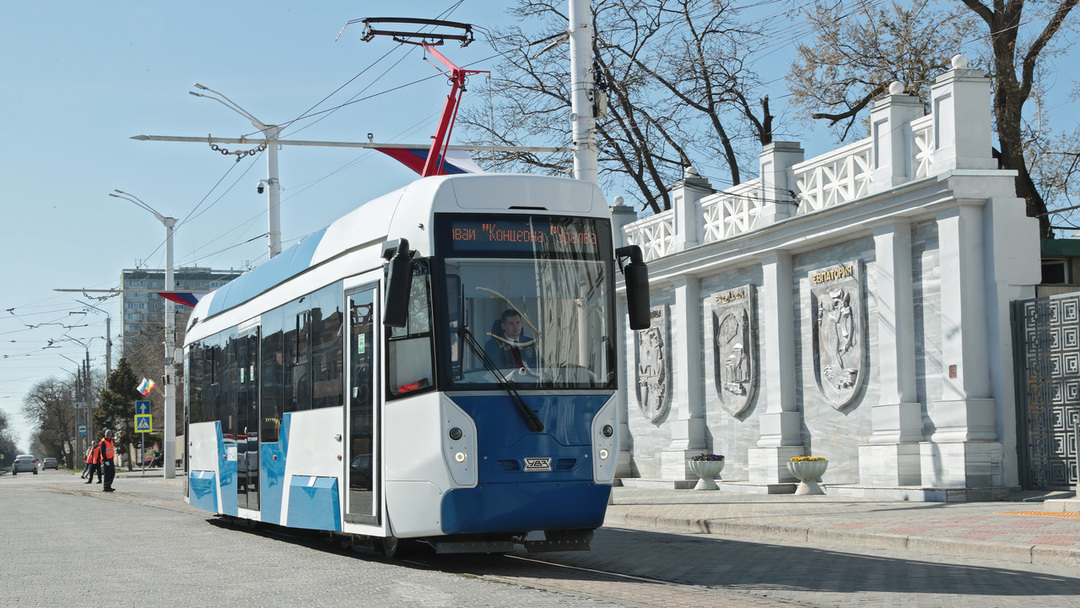
71-411
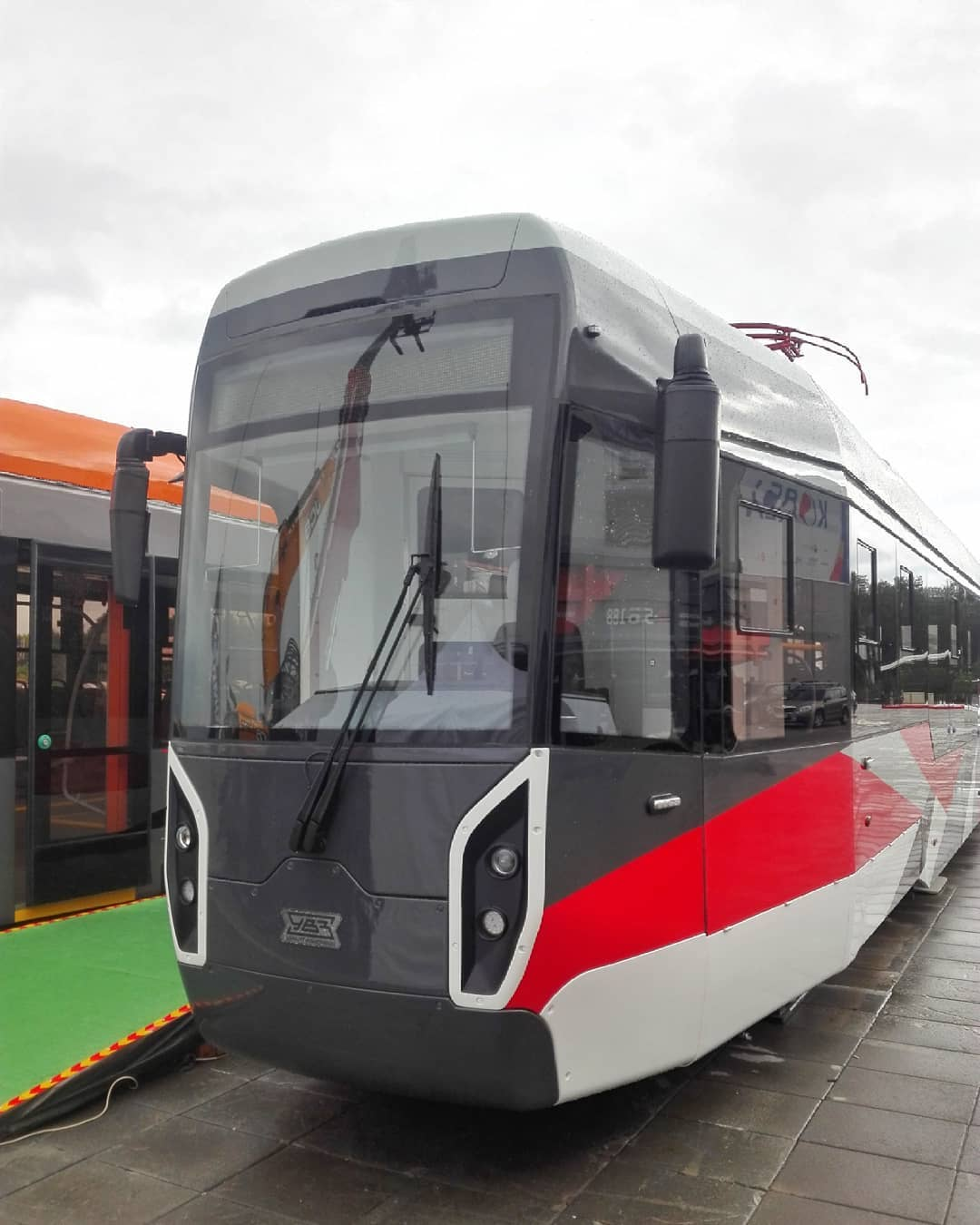
71-412
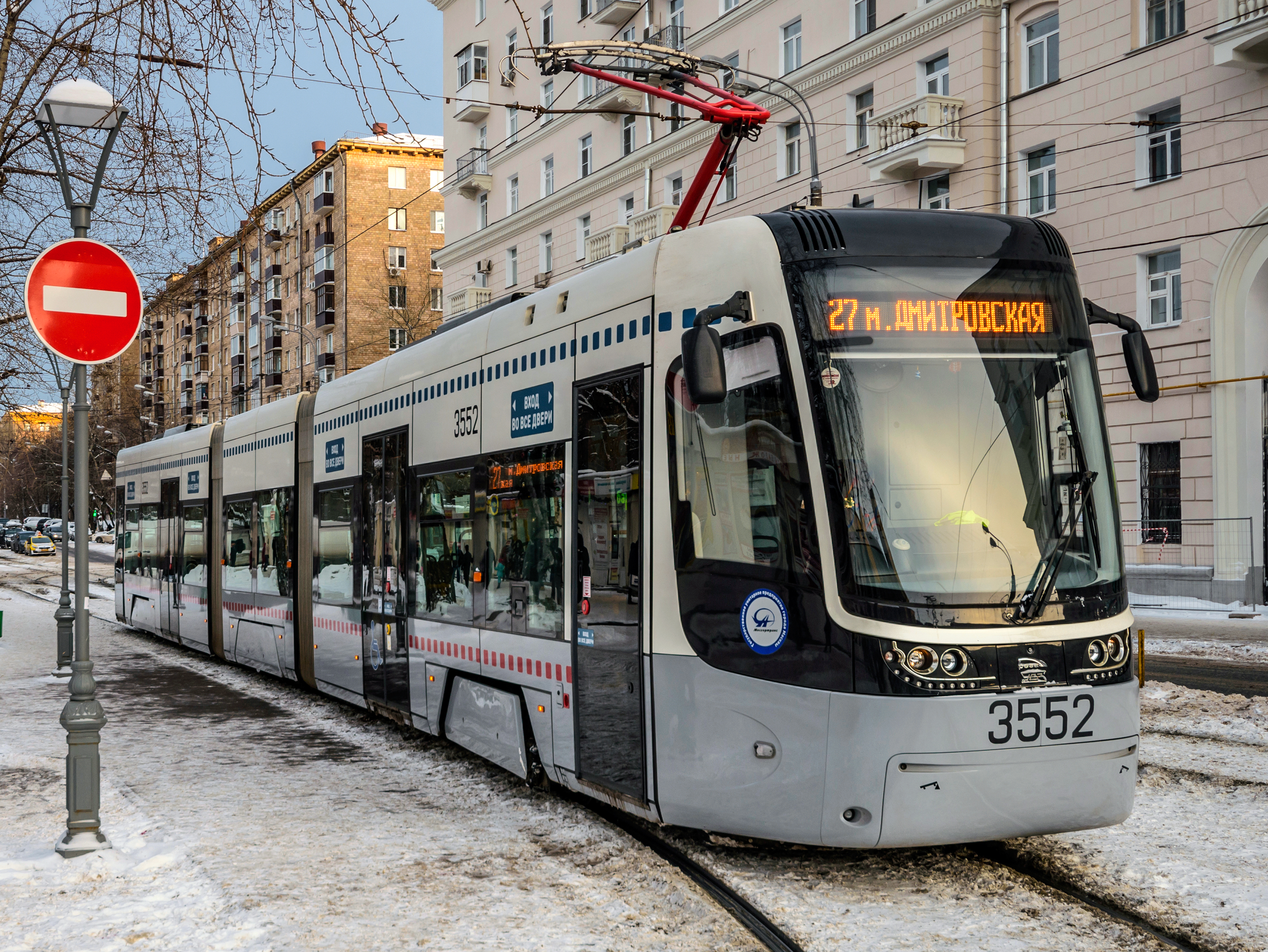
71-414
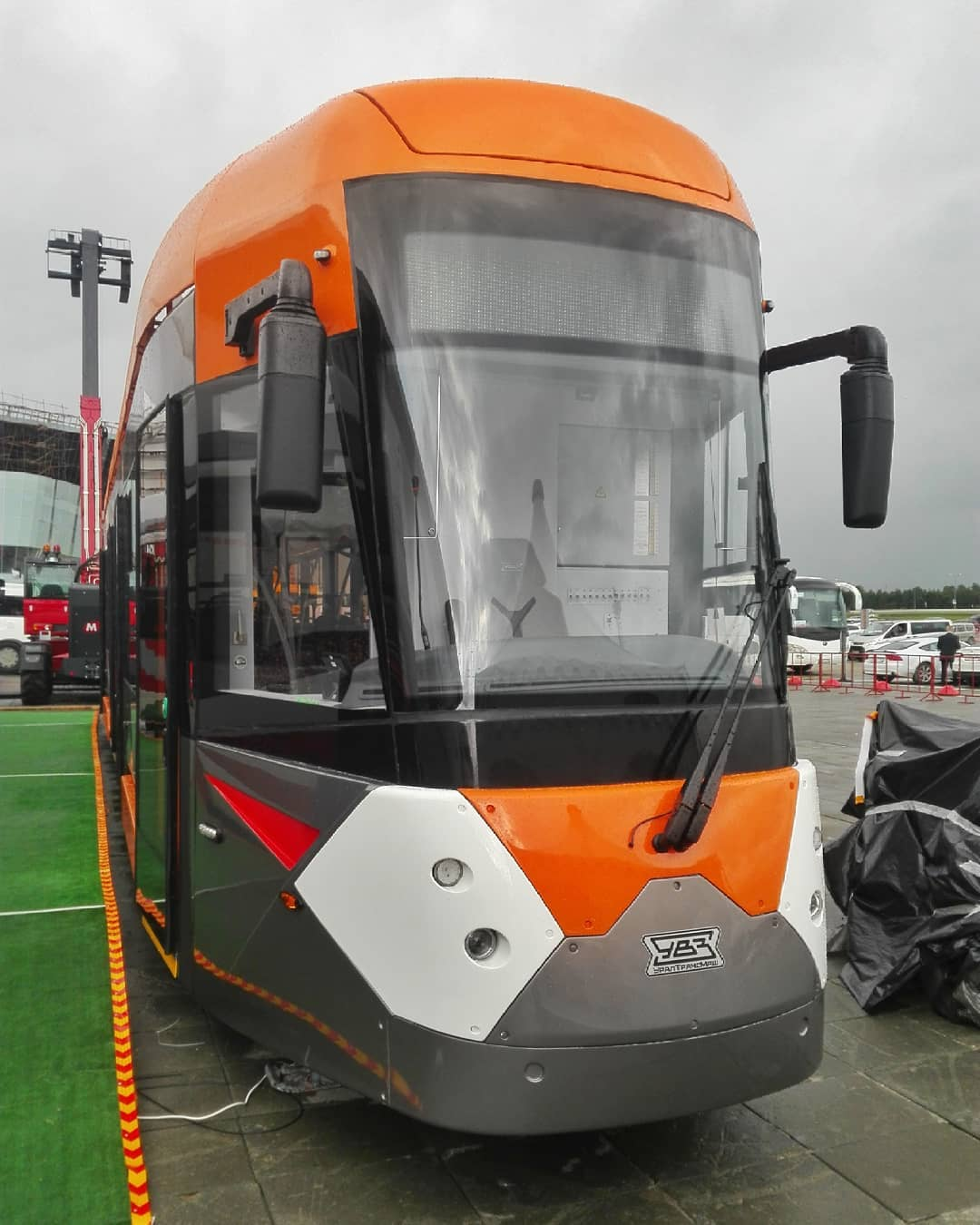
71-415
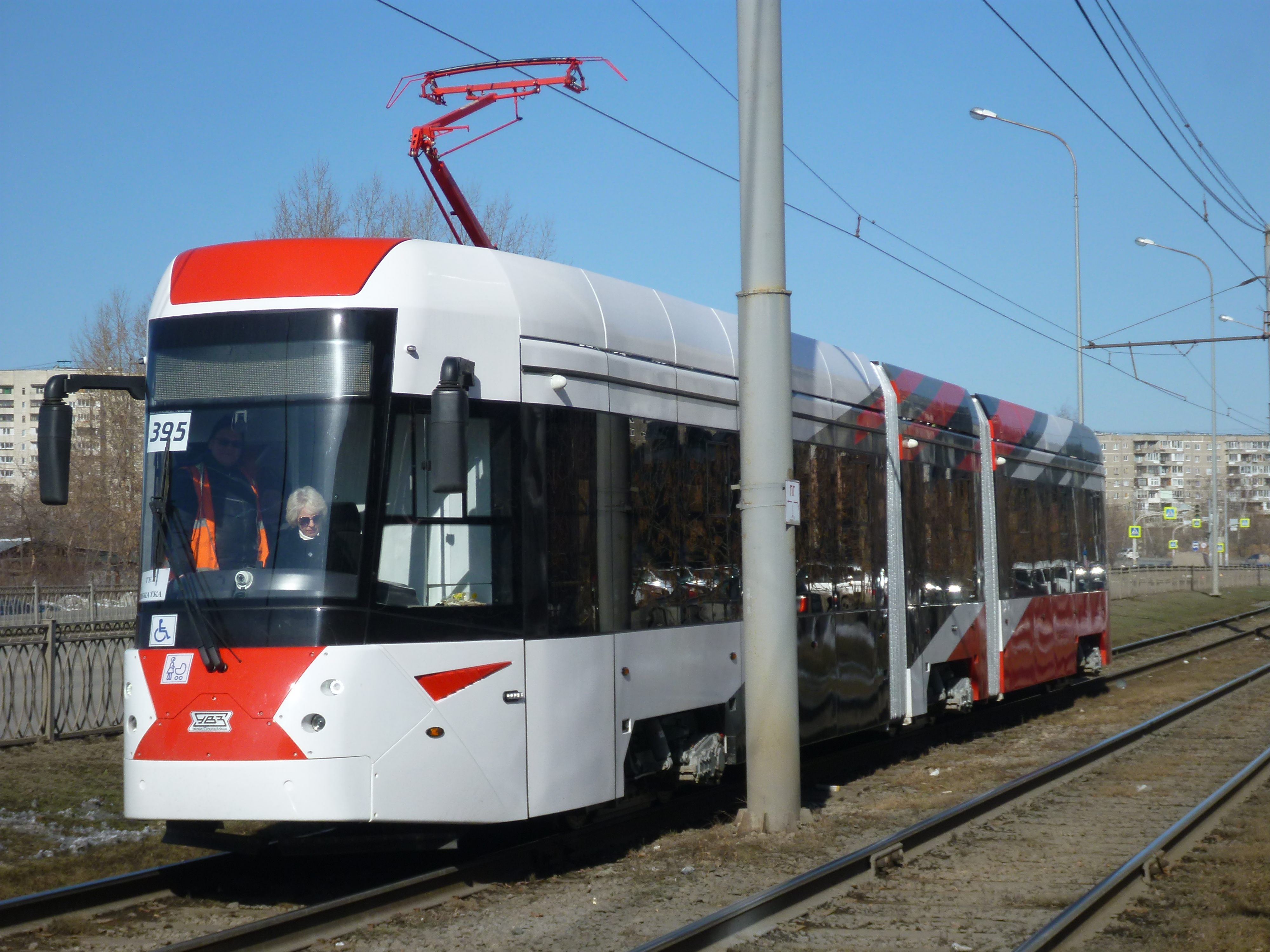
71-418
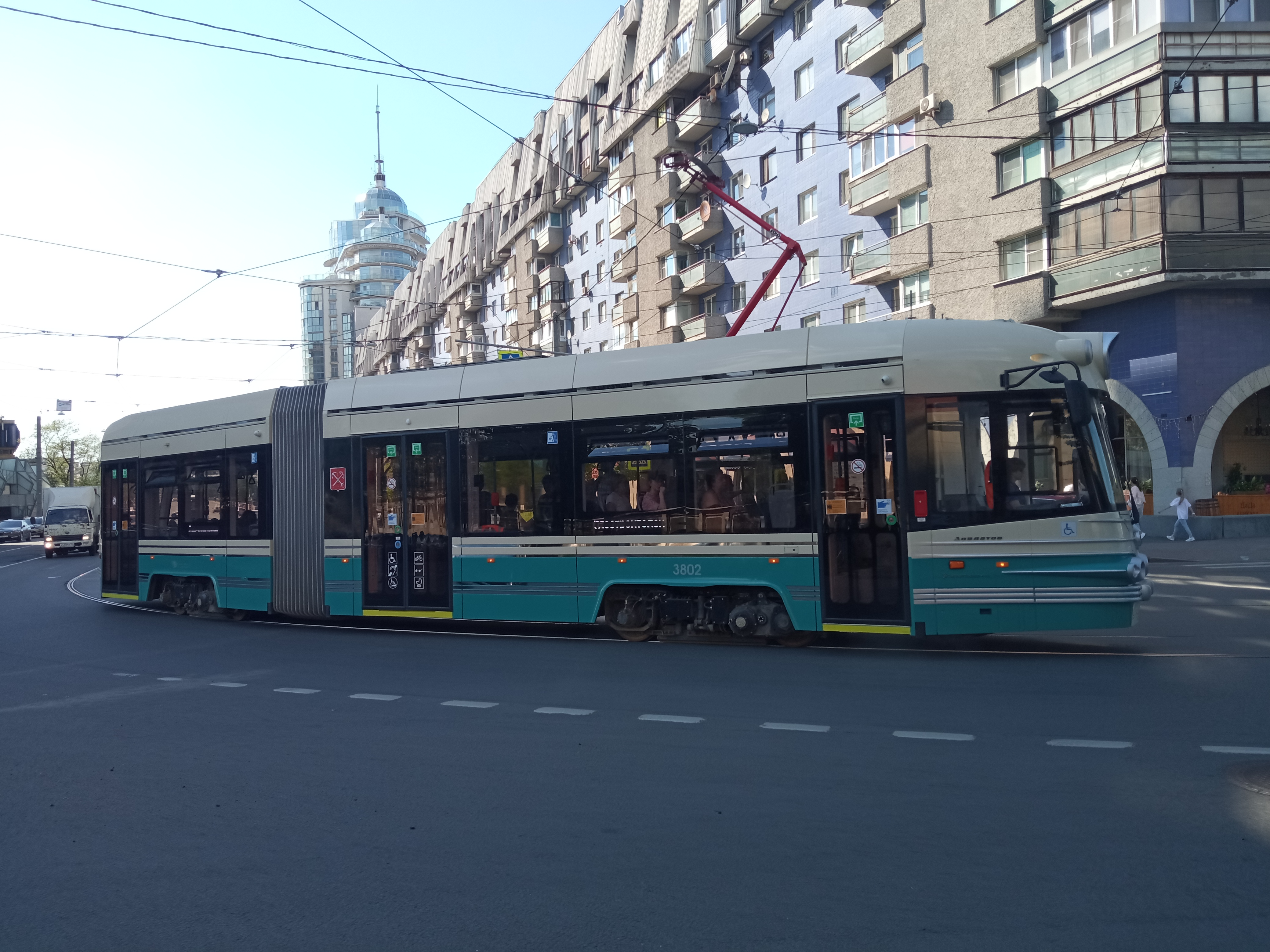
71-421
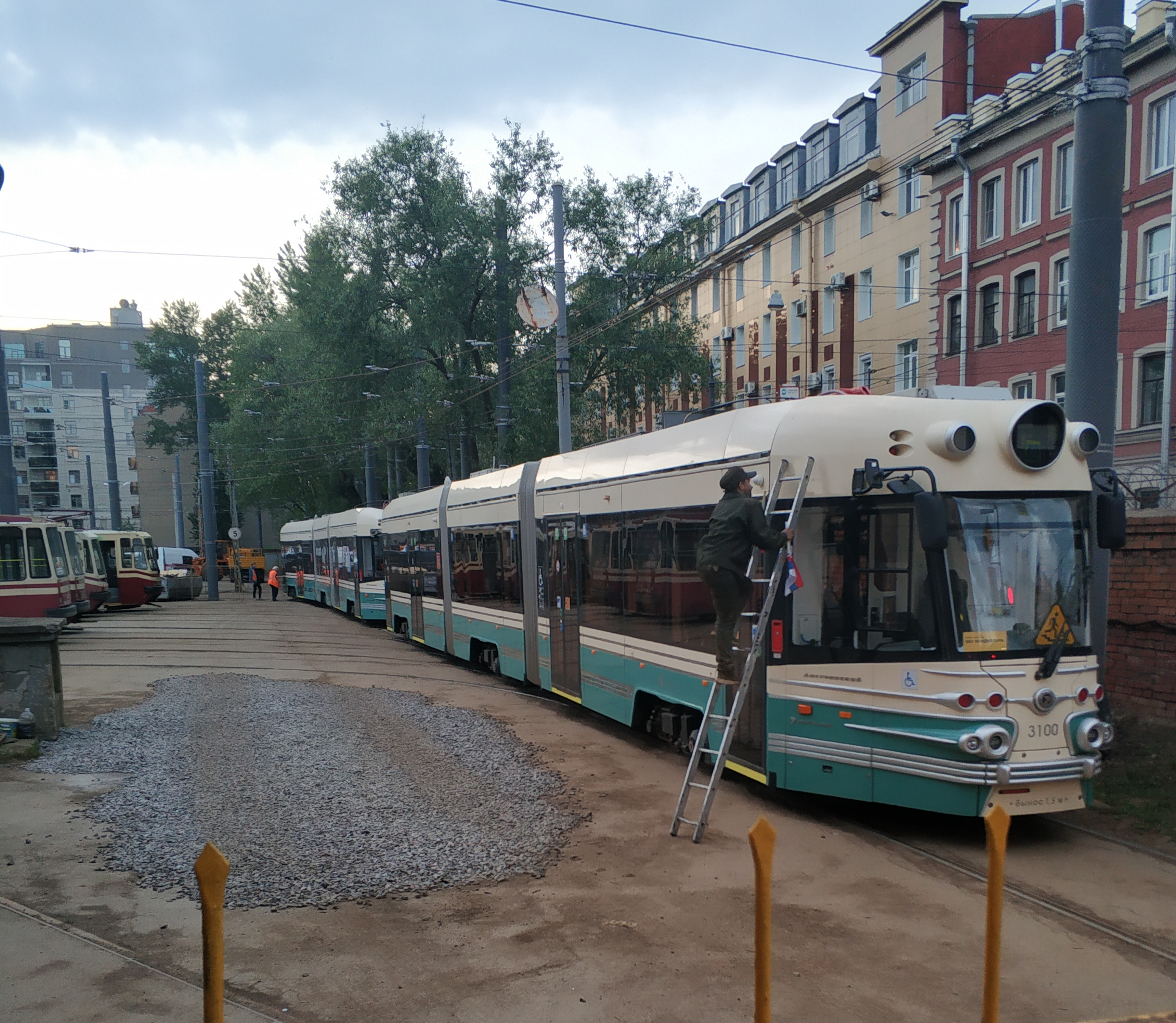
71-431

### その他
- 採油ポンプ[20]